# Marcel Lemoine (football)
Ne pas confondre avec Marcel Lemoine, un homme politique français.
Marcel Lemoine , né le 28 novembre 1933, est un joueur de football international belge actif durant les années 1950 et 1960. Il effectue toute sa carrière au K Saint-Trond VV, où il occupe le poste de défenseur.

## Carrière en club
Marcel Lemoine fait ses débuts dans l'équipe fanion du Saint-Trond VV en 1952 à l'âge de 19 ans. À l'époque, le club évolue en Division 2. En 1957, le club est à la lutte pour le titre de champion. Finalement, il termine deuxième, à un point du Waterschei THOR mais est néanmoins promu pour la première fois de son histoire en Division 1.
Après l'accession à l'élite, le joueur conserve sa place de titulaire dans une équipe qui joue pour le maintien lors de ses premières saisons au plus haut niveau. Au tournant des années 1960, le club s'installe dans le subtop et vit une période plutôt tranquille. La saison 1965-1966 est la plus aboutie tant le club, qui termine vice-champion de Belgique derrière Anderlecht, que pour le joueur qui est appelé à trois reprises en équipe nationale belge en avril et mai 1966. Marcel Lemoine joue jusqu'en 1970 quand il décide de prendre sa retraite sportive à l'âge de 37 ans.

### Statistiques
| Saison                | Club                  | Championnat           | Championnat | Championnat | Coupe(s) nationale(s) | Coupe(s) nationale(s) | Total | Total |
| Saison                | Club                  | Division              | M.          | B.          | M.                    | B.                    | M.    | B.    |
| 1952-1953             | K Saint-Trond VV      | Division 2            | -           | -           | 0                     | 0                     | 0     | 0     |
| 1953-1954             | K Saint-Trond VV      | Division 2            | -           | -           | 0                     | 0                     | 0     | 0     |
| 1954-1955             | K Saint-Trond VV      | Division 2            | -           | -           | 0                     | 0                     | 0     | 0     |
| 1955-1956             | K Saint-Trond VV      | Division 2            | -           | -           | 0                     | 0                     | 0     | 0     |
| 1956-1957             | K Saint-Trond VV      | Division 2            | -           | -           | 0                     | 0                     | 0     | 0     |
| 1957-1958             | K Saint-Trond VV      | Division 1            | -           | -           | 0                     | 0                     | 0     | 0     |
| 1958-1959             | K Saint-Trond VV      | Division 1            | -           | -           | 0                     | 0                     | 0     | 0     |
| 1959-1960             | K Saint-Trond VV      | Division 1            | -           | -           | 0                     | 0                     | 0     | 0     |
| 1960-1961             | K Saint-Trond VV      | Division 1            | -           | -           | 0                     | 0                     | 0     | 0     |
| 1961-1962             | K Saint-Trond VV      | Division 1            | -           | -           | 0                     | 0                     | 0     | 0     |
| 1962-1963             | K Saint-Trond VV      | Division 1            | -           | -           | 0                     | 0                     | 0     | 0     |
| 1963-1964             | K Saint-Trond VV      | Division 1            | -           | -           | 0                     | 0                     | 0     | 0     |
| 1964-1965             | K Saint-Trond VV      | Division 1            | -           | -           | 0                     | 0                     | 0     | 0     |
| 1965-1966             | K Saint-Trond VV      | Division 1            | -           | -           | 0                     | 0                     | 0     | 0     |
| 1966-1967             | K Saint-Trond VV      | Division 1            | -           | -           | 0                     | 0                     | 0     | 0     |
| 1967-1968             | K Saint-Trond VV      | Division 1            | -           | -           | 0                     | 0                     | 0     | 0     |
| 1968-1969             | K Saint-Trond VV      | Division 1            | -           | -           | 0                     | 0                     | 0     | 0     |
| 1969-1970             | K Saint-Trond VV      | Division 1            | -           | -           | 0                     | 0                     | 0     | 0     |
| Total sur la carrière | Total sur la carrière | Total sur la carrière | 1           | -           | -                     | -                     | 1     | 0     |

## Carrière en équipe nationale
Marcel Lemoine est convoqué à trois reprises en équipe nationale belge, pour autant de matches joués. Il joue son premier match international le 20 avril 1966 à l'occasion d'un déplacement amical face à la France. Il dispute deux autres matches amicaux, les 22 et 25 mai, respectivement contre l'URSS et la république d'Irlande.

### Liste des sélections internationales
Le tableau ci-dessous reprend toutes les sélections de Marcel Lemoine. Le score de la Belgique est toujours indiqué en gras.
| Date       | Compétition  | Adversaire           | Lieu      | Score | Remarque |
| ---------- | ------------ | -------------------- | --------- | ----- | -------- |
| 20/04/1966 | Match amical | France               | Paris     | 0-3   |          |
| 22/05/1966 | Match amical | Union soviétique     | Bruxelles | 0-1   |          |
| 25/05/1966 | Match amical | République d'Irlande | Bruxelles | 2-3   |          |